# Großsteingräber bei Warszyn
Die Großsteingräber bei Warszyn (auch Großsteingräber bei Warsin genannt) waren mindestens zwei megalithische Grabanlagen der jungsteinzeitlichen Trichterbecherkultur bei Warszyn (deutsch Warsin), einem Ortsteil der Gmina Dolice (Gemeinde Dölitz) in der heutigen Woiwodschaft Westpommern in Polen. Sie wurden im 19. Jahrhundert zerstört.

## Lage
Nach einem Bericht von 1826 befanden sich die beiden Gräber eine Achtel Meile (ca. 940 m) südwestlich von Warsin an der Straße nach Groß Latzkow, in der Nähe der Kienholzung. In demselben Bericht werden noch drei Gräber nördlich von Warsin erwähnt, bei denen aber unklar ist, ob es sich um Großsteingräber oder Grabhügel handelt.

## Beschreibung
Die beiden Großsteingräber besaßen Hünenbetten in Form eines länglichen Vierecks. Über Ausrichtung und Maße der Betten liegen keine Angaben vor. Über Grabkammern ist nichts bekannt.